# Pholcus sublingulatus
Pholcus sublingulatus is een spinnensoort uit de familie trilspinnen (Pholcidae). De soort komt voor in China. 